# 礒干彩香
礒干 彩香（いそひ あやか 、1994年2月9日- ）は、日本のアイドルであり、2011年より女性アイドルグループのあかぎ団 team G及びチームキャベ嬢及びチームpigi❤︎pigiのメンバーである。群馬県伊勢崎市出身。血液型はA型、身長144.6cm、ニックネーム『あーちゃん』。

## 人物
- 群馬県伊勢崎市出身。水瓶座。
- 群馬県立伊勢崎商業高等学校卒業。
- 2011年、あかぎ団に加入。teamG所属となる。
- キャッチフレーズは、「ぐーんま名物、焼きまんじゅう!みんなが知ってるB級おやつ!あーちゃんも大スキ!あーちゃんこと磯干彩香です。」
- 保育士をしている妹がいる[6]。
- 2019年5月12日、MEDGUNMA2019『認知症を学び 認知症の方々と寄り添える 若者を増やす活動』にて初のプレゼンテーションを行なった[7][8]。

### 嗜好
- 趣味 おしゃべり好物、ディズニー（2017年のハロウィンにてディズニープリンセスアラジンのジャスミンコスプレや、2018年にはラプンツェルに変装）、タピオカ、一番好きな食べ物は、おにぎり。特に好きなのは「塩むすび」。
- 一番好きなことは、カメラを使って撮影をすること。あかぎ団加入前は、ガラケーを使用しており加入した後にiPhoneに変更した。
- 特技 アイドルのモノマネ[9]。
- ソロでのラジオ番組のレギュラー4本に出演中。

### 資格
- 群馬県認知症アンバサダー
- 温泉ソムリエ

### 執筆活動
あかぎ団の『人生は商店街〜果汁100％ハイジャンプ〜』では、作詞を担当した。

## 作品

### シングル
あかぎ団
- 「ニーハイ☆ラバー」（2011年8月15日、All Rounders Entertainmemt / Oriental Records）
- 「Cia☆おっ」（2011年12月17日、All Rounders Entertainmemt / Oriental Records）
- 「Chance」（2012年6月2日、Oriental Records）
- 「初雪」（2012年12月2日、Oriental Records）
- 「桜色の約束」（2013年3月3日、Oriental Records）
- 「メロンソーダに恋をした」（2013年6月29日、Oriental Records）
- 「LOVE青春の神様!!」（2013年10月13日、Oriental Records）
- 「Marine Snow」（2014年1月25日、Oriental Records）
- 「パンとティラミス〜男のロマン〜」（2014年7月27日、Oriental Records）
- 「DD / Trance Index」（2014年11月19日、Oriental Records）
- 「アイドルシュタイン」（2015年9月22日、Oriental Records）
- 「Sakura超特急」[11]（2016年3月23日、Oriental Records）多田慎也（作詞・作曲）
- 「片思いナイチンゲール」[12][13]（2017年11月29日、Oriental Records）多田慎也（作詞・作曲）

### アルバム
- 『アイドルレナリン大放出っ!!』（2012年10月8日、Oriental Records）
- 『EMERGENCE』（2016年8月3日、Oriental Records）
- アイドルコンピレーションアルバム

『新天使革命』（2019年5月29日発売。）

## 出演

### テレビ
- がんばれ!ペガサス[15]（2014年5月1日 - ）
天田真未と共にMC

### ラジオ
- おはよう!まえばしcolor[16]（まえばしCITYエフエム、2018年1月1日 - ）メインパーソナリティ[17]
- Clip-クリップ-（まえばしCITYエフエム 2019年4月3日 - ）月 - 金 12:00 - 13:00（再放送 24:00 - 25:00） 月曜日（月の後半のみ）・水曜日・木曜日の担当。

- Family Smile -ファミリースマイル-[18]（まえばしCITYエフエム）水曜 14:20 - 福祉担当。

- 中山秀征の夕焼けウォンチュ![19]（2024年10月 - 、エフエム群馬）

### 雑誌
- Deli-J　群馬県のフリーペーパー（デリジェイ、2019年4月号）

## 過去の出演番組
- 最新トレンド乱キング!リア10（2014年4月24日、TBS）人気ランキング６位
- ひるどき845カフェ（月～金12：00～13:00、再放送24:00～25:30 水・金）
- musicる TV[20]。（テレビ朝日、2018年9月25日）内田真礼と共にナレーション担当。
- ニュースeye8（2012年3月9日 - 2018年4月1日、群馬テレビ）- 毎週金曜日、2人のメンバーが出演[21]。
- 大谷ノブ彦 金曜ダイジョーブ!（FM群馬、2018年9月7日-2021年3月26日）準レギュラー[22][23]

## イベント
- 一日警察署長（2014年、2015年10月16日）伊勢崎警察署・渋川警察署（2016年）
- 一日消防長（渋川広域消防長、2016年10月）
- MEDぐんま2019＠礒干彩香[24][25]（2019年5月12日）
- 5月14日、グリーンドーム前橋にて群馬デスティネーション春のキャンペーン開幕式に礒干と彩舞季が参加した[26][27]。中山秀征と井森美幸と内藤聡と共演。

## 公演
- 群馬ダイノジ寄席（煥乎堂本店 5Fホール群馬県前橋市本町1丁目2-13、2018年12月7日・2019年3月15日・6月7日。新井愛瞳（アップアップガールズ（仮））と出演[28][29]。